# Gornozavodsk
Gornozavodsk (en russe : Горнозаводск) est une ville du kraï de Perm, en Russie, et le centre administratif du raïon Gornozavodski. Sa population s'élevait à 10 890 habitants en 2023.

## Géographie
Gornozavodsk est située entre les rivières Koïva et Vichaï, dans le bassin de la Kama, à 125 km au nord-est de Perm et à 1 281 km au nord-est de Moscou.

## Histoire
Fondée en 1947, lors de la construction d'une cimenterie près de la gare Pachiia (Пашия), sur la ligne Perm – Tchoussovoï – Kouchva – Iekaterinbourg. Le 22 juillet 1950, le village devient la commune urbaine de Novopachiski (Новопашийский). En 1965, elle reçoit le statut de ville et le nom de Gornozavodsk.

## Population
Recensements (*) ou estimations de la population
| 1970*  | 1979*  | 1989*  | 2002*  |
| ------ | ------ | ------ | ------ |
| 10 374 | 10 734 | 14 858 | 13 061 |

| 2010*  | 2012   | 2013   | 2014   |
| ------ | ------ | ------ | ------ |
| 12 057 | 11 854 | 11 635 | 11 623 |